# 龔心湛臨時內閣
龔心湛臨時內閣成立於民國8年（1919年）6月13日五四運動浪潮期間，結束於同年9月24日。
此屆臨時內閣成立時正值五四運動最高潮時，內政混亂，內閣幾無施政。僅僅3個月後，9月24日，龔心湛就請辭代理國務總理和財政總長職務，由靳雲鵬代理總理，李思浩代理財政總長。

## 內閣成員
| 職位         | 姓名   | 備注 |
| ------------ | ------ | ---- |
| 代理國務總理 | 龔心湛 |      |
| 外交總長     | 陳箓   |      |
| 內務總長     | 朱深   |      |
| 財政總長     | 龔心湛 | 兼任 |
| 陸軍總長     | 靳雲鵬 |      |
| 海軍總長     | 劉冠雄 |      |
| 司法總長     | 朱深   |      |
| 代理教育總長 | 傅嶽棻 |      |
| 農商總長     | 田文烈 |      |
| 代理交通總長 | 曾毓雋 |      |